# Покровка (Медведевський район)
Покро́вка (рос. Покровка, марій. Покровка) — присілок у складі Медведевського району Марій Ел, Росія. Входить до складу Руемського сільського поселення.

## Населення
Населення — 14 осіб (2010; 5 у 2002).
Національний склад (станом на 2002 рік):
- лучні марійці — 100 %